# Hippocampus grandiceps
Hippocampus grandiceps és una espècie de peix de la família dels singnàtids i de l'ordre dels singnatiformes.

## Morfologia
Les femelles poden assolir els 10,5 cm de longitud total.

## Distribució geogràfica
Es troba al Golf de Carpentària (Austràlia).